# Amtsdelikt
Amtsdelikt (oder auch Amtswillkür) bezeichnet im Strafrecht eine Straftat, an der ein Amtsträger in Ausübung seines Dienstes beteiligt ist. Dienstvergehen können dagegen auch durch ein außerdienstliches Verhalten begangen werden.
Eine veraltete zusammenfassende Bezeichnung für Amtsdelikte und Dienstvergehen ist Amtsvergehen.

## Allgemeines
Geschützte Rechtsgüter der strafbaren Amtsdelikte sind die Ordnungsmäßigkeit der Amtsführung und das dementsprechende Vertrauen der Öffentlichkeit. Straftaten im Amt gem. §§ 331 ff. StGB betreffen Amtsträger, Europäische Amtsträger oder für den öffentlichen Dienst besonders Verpflichtete.
Diese Personenbegriffe sind in § 11 StGB legaldefiniert.
- Amtsträger ist, wer nach deutschem Recht
  - Beamter oder Richter ist,
  - in einem sonstigen öffentlich-rechtlichen Amtsverhältnis steht oder
  - sonst dazu bestellt ist, bei einer Behörde oder bei einer sonstigen Stelle oder in deren Auftrag Aufgaben der öffentlichen Verwaltung unbeschadet der zur Aufgabenerfüllung gewählten Organisationsform wahrzunehmen (§ 11 Abs. 1 Nr. 2 StGB).

Der Amtsträger kann Tatobjekt (etwa §§ 113 StGB, § 121 StGB), Täter (§§ 331 StGB, § 334 StGB) oder Rechtssubjekt des Delikts sein.
- Europäischer Amtsträger ist, wer
  - Mitglied der Europäischen Kommission, der Europäischen Zentralbank, des Rechnungshofs oder eines Gerichts der Europäischen Union (Europäischer Gerichtshof, Europäischer Gerichtshof für Menschenrechte) ist,
  - Beamter oder sonstiger Bediensteter der Europäischen Union oder einer auf der Grundlage des Rechts der Europäischen Union geschaffenen Einrichtung ist oder
  - mit der Wahrnehmung von Aufgaben der Europäischen Union oder von Aufgaben einer auf der Grundlage des Rechts der Europäischen Union geschaffenen Einrichtung beauftragt ist (§ 11 Abs. 1 Nr. 2a StGB).

- für den öffentlichen Dienst besonders Verpflichteter ist, wer, ohne Amtsträger zu sein,
  - bei einer Behörde oder bei einer sonstigen Stelle, die Aufgaben der öffentlichen Verwaltung wahrnimmt, oder
  - bei einem Verband oder sonstigen Zusammenschluss, Betrieb oder Unternehmen, die für eine Behörde oder für eine sonstige Stelle Aufgaben der öffentlichen Verwaltung ausführen, beschäftigt oder für sie tätig und auf die gewissenhafte Erfüllung seiner Obliegenheiten auf Grund eines Gesetzes förmlich verpflichtet ist (§ 11 Abs. 1 Nr. 4 StGB).

Gemeint sind hier die Arbeitnehmer im öffentlichen Dienst (Deutschland), die unter das Verpflichtungsgesetz fallen (Beamte im strafrechtlichen Sinn).

## Deutschland
Bis 1943 wurde als Oberbegriff der Amtsmissbrauch im Reichsstrafgesetzbuch verwendet. Dieser allgemeine Einzelstraftatbestand wurde im NS-Staat durch Art. 10 Buchst. b, Schlussvorschrift S. 1 der (Ersten) Verordnung zur Angleichung des Strafrechts des Altreichs und der Alpen- und Donau-Reichsgaue (Strafrechtsangleichungsverordnung) vom 29. Mai 1943, Reichsgesetzblatt Teil I 1943 Nummer 57 vom 1. Juni 1943, S. 339–341, zum 15. Juni 1943 vom Reichsminister der Justiz Otto Georg Thierack ersatzlos aufgehoben; dort hieß es: „§ 339 des Reichsstrafgesetzbuchs wird gestrichen“. Seitdem wurde der Amtsmissbrauch als Einzelstraftatbestand nicht wieder in das StGB aufgenommen.
Als Amtsdelikte werden in Deutschland heute diejenigen Straftaten bezeichnet, die durch einen Amtsträger der öffentlichen Verwaltung bei Vornahme oder Unterlassung von Amtsgeschäften (im Dienst) begangen wurden. Die Strafandrohungen im 30. Abschnitt des StGB sind verhältnismäßig hoch. Amtsträger sollen ihr Amt unter anderem unparteiisch, ehrlich, anständig und ohne persönliche Vorteile erfüllen. Darüber hinaus sind sie gemäß Art. 20 Abs. 3 GG und Artikel 34 GG an die verfassungsmäßige Ordnung sowie an Gesetz und Recht gebunden. Der Begriff des Amtsträgers wird in § 11 Abs. 1 Nr. 2 Strafgesetzbuch (Art. 34 GG).
Ein Amtsdelikt stellt bei einer Verletzung individueller Rechte oder des Vermögens zivilrechtlich regelmäßig eine Amtspflichtverletzung dar, die eine Haftung aus § 839 BGB (Amtshaftung) auslöst, die vor den Zivilgerichten zu verfolgen ist. Effektiver Rechtsschutz ist auch subsidiär (also zusätzlich) durch die Erhebung einer Feststellungsklage nach (§ 256 ZPO) basierend auf den Grundrechten gemäß Artikel 34 Satz 3 GG gegen den Staat oder die Körperschaft zu erlangen.
Zudem stellt ein Amtsdelikt bei Beamten, Richtern und Soldaten (nicht aber bei Angestellten) regelmäßig ein Dienstvergehen dar, das oft zusätzlich in einem förmlichen Disziplinarverfahren verfolgt wird. Im Regelfall wird, abgesehen von vorläufigen Maßnahmen wie einer Suspendierung, der rechtskräftige Ausgang des Strafverfahrens abgewartet, bevor das Disziplinarverfahren (weiter-)betrieben bzw. eingestellt wird.
Amtsdelikte sind durchweg Offizialdelikte. Es werden echte von unechten Amtsdelikten unterschieden:

### Echte Amtsdelikte
Echte Amtsdelikte (auch eigentliche Amtsdelikte) sind Straftaten, die nur unter Missbrauch der Position des Amtsträgers begangen werden können:
- Aussageerpressung (§ 343 StGB),
- Falschbeurkundung im Amt (§ 348 StGB),
- Gebühren- und Abgabenüberhebung und Leistungskürzung (§ 352, § 353 StGB),
- Rechtsbeugung (§ 339 StGB),
- Vorteilsannahme und Bestechlichkeit (§ 331, § 332, § 335 StGB),
- Vorteilsgewährung und Bestechung (§ 333, § 334 StGB),
- Verfolgung Unschuldiger und die Vollstreckung gegen Unschuldige (§ 344, § 345 StGB),
- Verletzung des Dienstgeheimnisses und einer besonderen Geheimhaltungspflicht sowie Verletzung des Steuergeheimnisses (§ 353b, § 355 StGB).

Bei den echten Amtsdelikten ist im Allgemeinen die Amtsträgerschaft ein strafbegründendes persönliches Merkmal im Sinne des § 28 Abs. 1 StGB.
Bei den Straftatbeständen der Abgabenüberhebung und Leistungskürzung gemäß § 353 StGB ist jedoch das strafbegründende Merkmal ausschließlich die Begehung der Tat zum Nachteil des Staates. Ihre Begehung zum Vorteil des Staates stellt keine Straftat dar.

### Unechte Amtsdelikte
Als unechte Amtsdelikte werden Delikte bezeichnet, die allgemein strafbar sind, bei Amtsträgern jedoch zu einem höheren Strafmaß führen. Für diese Unterart existieren eigene Strafvorschriften:
- Körperverletzung im Amt (§ 340 StGB),
- Gefangenenbefreiung im Amt (§ 120 Abs. 2 StGB),
- Strafvereitelung im Amt (§ 258a StGB),
- Verwahrungsbruch im Amt (§ 133 Abs. 3 StGB),
- Sexueller Missbrauch unter Ausnutzung einer Amtsstellung (§ 174b StGB),
- Nötigung unter Missbrauch der Amtsbefugnisse oder der -stellung (§ 240 Abs. 4 S. 2 Nr. 2 StGB).

Bei diesen Delikten ist die Amtsträgereigenschaft straferhöhendes Merkmal des § 28 Abs. 2 StGB.

## Österreich
Als Amtsdelikte werden in Österreich umgangssprachlich Delikte nach dem Strafgesetzbuch (StGB) bezeichnet, welche „Strafbare Verletzungen der Amtspflicht, Korruption und verwandte Strafbare Handlungen“ darstellen.
Dazu zählen:
- Missbrauch der Amtsgewalt (§ 302 StGB),
- Fahrlässige Verletzung der Freiheit der Person oder des Hausrechts (§ 303 StGB),
- Bestechlichkeit (§ 304 StGB),
- Vorteilsannahme (§ 305 StGB),
- Vorteilsannahme zur Beeinflussung (§ 306 StGB),
- Bestechung (§ 307 StGB), gemeinhin als jenes Delikt bekannt, unter welchem man landläufig „Korruption“ versteht,
- Vorteilszuwendung (§ 307a StGB),
- Vorteilszuwendung zur Beeinflussung (§ 307b StGB),
- Verbotene Intervention (§ 308 StGB),
- Geschenkannahme und Bestechung von Bediensteten oder Beauftragten (§ 309 StGB),
- Verletzung des Amtsgeheimnisses (§ 310 StGB),
- Falsche Beurkundung und Beglaubigung im Amt (§ 311 StGB),
- Quälen oder Vernachlässigen eines Gefangenen (§ 312 StGB),
- Folter (§ 312a StGB),
- Verschwindenlassen einer Person (§ 312b StGB),
- Strafbare Handlungen unter Ausnützung einer Amtsstellung (§ 313 StGB).

Nachdem es im Jahr 2006 zu mehreren Verurteilungen im Bereich der Polizei nach einigen der genannten Paragraphen gekommen war, wurde von Innenministerin Liese Prokop angeregt, die Strafbestimmungen hinsichtlich einer höheren Mindeststrafe zu überarbeiten. Dies deshalb, weil sich die bewussten Urteile im untersten Bereich des möglichen Strafrahmens bewegten und so zu keinerlei dienstlicher Konsequenz für die Verurteilten führte. Erst bei einer unbedingten Strafe ab einem halben Jahr, bzw. einer bedingten Strafe ab einem Jahr, führt dies zum Amtsverlust, d. h. zur Entlassung aus dem Staatsdienst, der Amtsverlust kann allerdings bedingt nachgesehen werden (§ 20 Abs. 2 lit. 2, letzter Satz BDG) Auch wurde von mehreren Seiten angeregt, im Bereich der Amtsdelikte einen sogenannten „Folterparagraphen“ einzuführen, welcher das Foltern von inhaftierten Personen durch Beamte unter eine besondere Strafandrohung stellt. Der dafür derzeit gültige § 312 StGB sei dafür nicht ausreichend.
In Österreich untersucht u. a. das Bundesamt zur Korruptionsprävention und Korruptionsbekämpfung Amtsdelikte.

## Vereinigte Staaten von Amerika
Eine Anklage wegen Amtsvergehen (impeachment) hat nach der Verfassung der Vereinigten Staaten von Amerika keine Kriminalstrafe, sondern nur die Amtsenthebung bzw. die Entfernung aus dem Dienst zur Folge, selbst wenn ihr eine Straftat wie Verrat (Treason), Bestechung (Bribery) oder andere Verbrechen und Vergehen (other high Crimes and Misdemeanors) zugrunde liegen.
Eine Strafverfolgung und Verurteilung erfolgt gegebenenfalls nach den allgemeinen Strafgesetzen und bleibt von einem Schuldspruch im Amtsenthebungsverfahren unberührt.